# Receptor dels limfòcits B
El principal receptor dels limfòcits B (BCR) és una molècula d'immunoglobulina no secreta, capaç de reconèixer antigen, també anomenat immunoglobulina de superfície. Cada receptor té una especificitat per un únic antigen i cada limfòcit B té un sol tipus de receptors fent que cada cèl·lula tingui especificitat per només un antigen.

## Estructura
L'estructura del BCR és igual a la d'una IgG, amb algunes diferències. Són produïdes amb una porció citoplasmàtica destinada a ser el segment d'ancoratge a través de la membrana citoplasmàtica. Aquesta porció penes sobresurt de la membrana del citoplasma i no té activitat enzimàtica, però està associat amb relativa intimitat a tirosincinases encarregades de transduir senyals intracel·lulars.

## Reconeixement antigènic
La unió d'un o diversos antígens de la mateixa especificitat al BCR estimula l'entrecreuament d'altres Ig veïnes al receptor lligant. Això inicia una sèrie de senyals intracel·lulars que acaben per:
- Augmentar la supervivència del limfòcit;
- Activa i manté la mitosi;
- Potència l'expressió dels coestimuladors com el B7 (B7-1 i B7-2) que s'uneix a la molècula CD28 augmentant la capacitat de la cèl·lula B d'activar els limfòcits T cooperadors
- Augmenta l'expressió de receptors per citocines, com la IL-2 i la IL-4)
- Promou la migració de les cèl·lules activades des dels fol·licles limfàtics cap a les zones riques en limfòcits T.